# Giuseppe Spalazzi
Giuseppe Spalazzi, detto Bibi (Agazzano, 17 marzo 1943 – Chiavari, 17 luglio 2025), è stato un calciatore italiano, di ruolo portiere.

## Biografia
Terminata la carriera agonistica, si stabilisce a Chiavari, in Liguria, dove apre una boutique. Scompare il 17 luglio 2025 all’età di 82 anni.

## Carriera
Cresciuto nell'Agazzano, nel 1958 passa alle giovanili del Piacenza; esordisce in prima squadra diciottenne, il 19 marzo 1961 sul campo della Mestrina, nel campionato di Serie C 1960-1961 concluso con la retrocessione degli emiliani. Rimane al Piacenza anche nelle due stagioni successive in Serie D, come riserva di Antonio Cucchetti prima e Pietro Tappani poi. Nelle tre stagioni in maglia piacentina colleziona 9 presenze subendo 11 gol.
Nel 1963 viene ingaggiato dal Bologna, che lo aggrega alla formazione De Martino: nella sua prima stagione partecipa al Torneo di Viareggio 1964 giocando come titolare e perdendo la finale con il Dukla Praga. Con la partenza di Cimpiel diventa riserva di Negri e successivamente di Giuseppe Vavassori ed esordisce in Serie A il 23 maggio 1965, subendo cinque reti sul campo del Torino. Nella stagione 1965-1966 partecipa a 15 gare per l'indisponibilità del titolare Negri; in quella stagione è involontario protagonista del grave infortunio occorso a Bruno Mora, che si frattura tibia e perone in uno scontro con il portiere rossoblu. Nel 1966, in un'amichevole serale a Riccione contro la formazione locale, subisce un calcio dal centravanti avversario Bighi fratturandosi la mascella e rimanendo indisponibile per più di sei mesi. Effettua una lenta ripresa da quest'infortunio e gioca 6 gare nelle successive due stagioni. Chiude l'esperienza quinquennale tra i petroniani con un totale di 22 presenze e 27 gol al passivo.

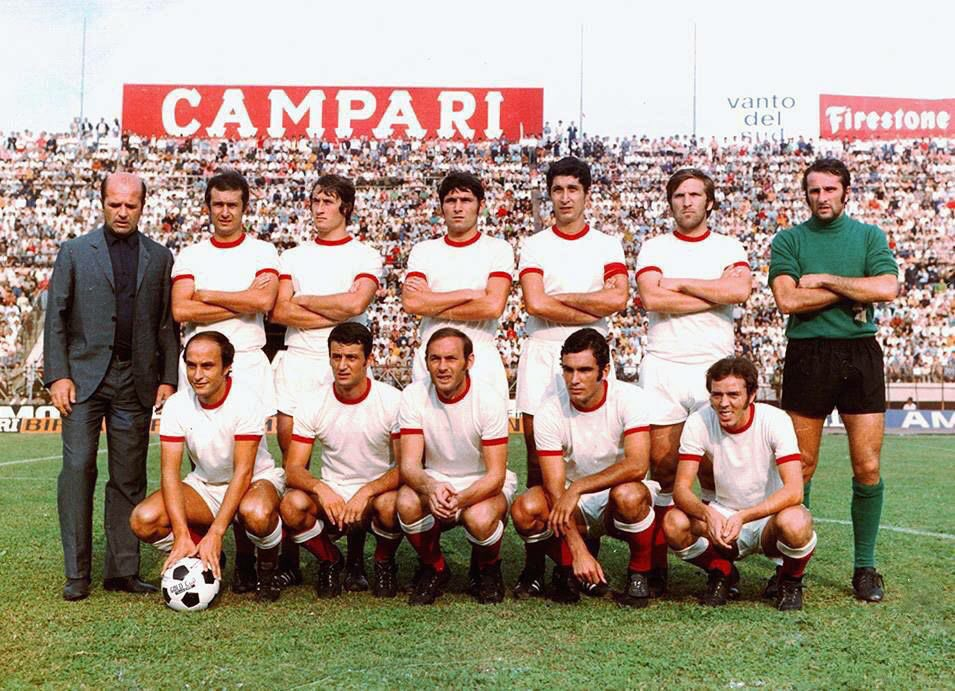
Spalazzi (in piedi, primo da destra) nel Bari della stagione 1970-1971.

Nel 1968 scende in Serie B, in prestito al Bari per sei milioni di lire, nella trattativa che porta al Bologna Lucio Mujesan in cambio di sei atleti. La formazione pugliese viene promossa in Serie A nella stagione 1968-1969 e Spalazzi viene riscattato interamente per un costo di 140 milioni. Con i galletti disputa complessivamente quattro campionati da titolare (tre in serie cadetta e una, la seconda, in A) e viene soprannominato dai tifosi portiere kamikaze. Chiude l'esperienza in Puglia con 121 presenze nei campionati in cui subisce 95 reti; lo storico barese Gianni Antonucci lo annovera tra gli otto migliori portieri del Bari fino al 1972.
Nel 1972 passa al Genoa, dove vince il campionato di Serie B nella prima stagione e retrocede nella stagione successiva. Dopo due stagioni, nella sessione estiva del mercato 1974 passa al Palermo insieme a un conguaglio di 350 milioni di lire, in cambio di Ignazio Arcoleo e Sergio Girardi; nella stagione 1974-1975 gioca solo la Coppa Italia, poiché poco prima dell'inizio campionato di Serie B si infortuna seriamente al ginocchio. Per un anno tenta invano il recupero, prima di chiudere definitivamente la carriera agonistica.

## Palmarès

### Club

#### Competizioni nazionali
- Campionato italiano di Serie B: 1

Genoa: 1972-1973